# 날이 갈수록
날이 갈수록은 김상배 작곡, 작사의 대한민국 가요이다.  처음에는 대학가에서만 유행하였으나, 1975년, 최인호의 소설을 영화화한 영화 <바보들의 행진>의 주제곡으로 채택되면서 일반 대중에게 알려졌다.  영화 주제곡은 송창식이 불렀으나 방송가에서 인기를 얻은 것은 김정호의 리메이크이다.

## 원곡
이 노래의 작곡, 작사자 김상배는 가요계와는 별 관련이 없는 연세 대학교의 평범한 대학생이었다.  군복무를 마치고 복학을 하고 보니 좋아하던 여자가 다른 남자에게 가 버린 것을 알게 되어, 그 허탈한 마음을 노래하기 위해 이 곡을 지은 것이라고 전해진다.  그러나 가사의 내용은 실연의 아픔을 노래한 것이라기보다는, 얼마 남지 않은 학창 시절과 너무나도 빨리 흘러가버릴 젊음을 아쉬워하는 내용이다.  이 노래가 만들어진 1970년대 초는, 대부분의 대학생들이 대학원에서 학업을 계속하기 보다는 졸업 후 곧바로 사회생활을 시작하던 시대였고, 따라서 대부분의 대학생들에게 대학 졸업은 곧 학창시절의 끝을 의미하는 것이었기 때문에 이 노래 가사의 내용은 많은 대학생들의 심금을 울릴 수 있는 내용이었고, 그래서인지 이 노래는 일반 대중에게 알려지기 이전부터 대학가에서 애창되었다.

## 영화 주제곡
1975년, 최인호의 소설 <바보들의 행진>을 영화화한 하길종 감독의 영화가 나오는데, <날이 갈수록>은 이 영화의 의 주제곡으로 채택되면서 일반 대중에게 알려지게 된다.  하길종 감독의 동생 하명중 감독에 의하면 <날이 갈수록>은 다음과 같은 경로를 거쳐 영화 <바보들의 행진>의 주제곡으로 채택되었다한다.  즉, 하길종 감독은 영화의 배경 음악을 1970년대의 거물급 인기 가수 겸 작곡가 송창식에게 부탁했고, 송창식은 <왜 불러>와 <고래사냥>을 이 영화의 삽입곡으로 쓰기 위해 작곡, 작사했지만, 영화 곳곳에 흐를 배경 음악을 만드는 데는 어려움을 겪고 있었다고 한다.  결국 하길종 감독은 일반인들에게 잘 알려지지 않았지만 대학생들이 즐겨 부르는 노래 중에 영화의 주제곡으로 쓸만한 노래가 있을지 모른다는 생각에 대학가 주변의 술집과 다방을 전전하던 중 <날이 갈수록>을 듣고서 영화의 주제곡으로 최적격이라는 판단을 내린 후, 작곡, 작사자를 수소문한 결과 김상배와 만날 수 있게 되고, 이런 우여곡절을 거쳐 <날이 갈수록>은 송창식의 노래로 영화 <바보들의 행진>의 주제곡이 된 것이라고 한다.  이러한 인연으로 이 곡의 작곡, 작사자인 김상배는 영화 <바보들의 행진>에 잠깐 출연하기도 했다.

## 김정호의 리메이크
영화 <바보들의 행진>의 주제곡은 송창식이 불렀지만, 방송가에서 히트하게 된 것은 또다른 1970년대의 거물급 인기 가수 김정호의 리메이크이다.  거의 예외 없이 자신이 작곡, 작사한 노래만을 취입하는 가수로 알려진 김정호가, 다른 사람이 작곡, 작사하고 다른 가수가 이미 발표한 노래를, 단순히 앨범의 곡수를 채우기 위해서가 아니고 (예를 들어, 김정호는 한대수 작곡, 작사의 <행복의 나라로>를 자신의 앨범에 포함시켜 부른 일이 일이 있는데, 이는 히트시킬 목적으로 취입한 것이 아니고 곡수를 채우기 위해 취입한 경우로 보아야 함), 히트곡을 만들 계획으로 취입했다는 사실은, 김정호가 이 곡을 얼마나 높이 평가했는지를 단적으로 보여주는 대목이다.  김정호의 대부분의 노래를 편곡해준 안건마에 의해 편곡된 김정호의 리메이크는, “시절, 시절, 시절들”을 “우리들의 시절”로 바꾼 것과, 맨 마지막 부분에 “꽃이 지네, 가을이 가네, 세월이 가네, 젊음도 가네”를 한 번씩 더 반복한 것을 제외하고는 가사 내용도 원곡 그대로이고 노래의 멜로디도 원곡과 크게 다르지 않지만, 배경반주(background music)를 음반과 방송 매체에 맞도록 대대적으로 편곡한 것이 특징이다.  특히, 눈 감고 노래 부르는 것으로 잘 알려졌던 우수(憂愁)에 가득 찬 이미지의 가수 김정호가 눈을 감은 채 눈물까지 흘리며 노래를 부르는 모습은, 이 노래의 쓸쓸한 분위기와 잘 어울렸다고 볼 수 있다.  또한, 송창식의 곡과 김정호의 곡은 창법에 있어 현격한 차이를 보인다.  즉, 송창식의 곡은 부담없이 은은히 흐르는 분위기이지만 김정호의 곡은 혼신을 다한 열창이라 할 수 있다.  이는 두 가수의 창법의 근본적인 차이가 아니고 (같은 영화에 나온 송창식의 <왜 불러>와 <고래사냥>은 혼신을 다한 열창이었음을 주목), 송창식의 곡은 영화의 배경음악으로서 주요 장면이나 등장인물의 대화를 압도하지 않도록 주의한 반면, 김정호의 경우는 음반과 방송을 통한 히트곡을 만드는데 초점을 맞추었다는 차이에 기인하는 것으로 보아야 옳다.

## 그 외의 리메이크
<날이 갈수록>은 이후에도 최백호, 심수봉, 허성희, 들국화, 권윤경, 김두수, 김세화, 장철웅, 이동원, 김성봉, 임재범 등 많은 가수들에 의해 리메이크가 발표되었다.

## 관련 동영상
현재, 영화 <바보들의 행진>에서 이 곡이 나오는 부분이 유튜브 클립으로 게시된 것이 있다.
그러나 김정호가 이 노래를 부르는 모습이 동영상으로 올라와 있는 곳은 없는 듯하다.  다만, 많은 사람들이 김정호가 부른 이 노래의 오디오 파일이나 이런 저런 사진을 배경으로 곡을 실은 동영상을 자신의 블로그나 유튜브에 올린 것은 종종 발견할 수 있는데, 그 중에는 간혹 송창식의 노래와 김정호의 노래를 같이 올린 것도 있다.